# Su-Lin Young
Pour les articles homonymes, voir Young.
Adelaide "Su-Lin" Young (23 décembre 1911 - 17 avril 2008) fut une exploratrice, journaliste et disc jockey américaine d'origine chinoise. Elle a été la première américaine à explorer l'Himalaya dans les années 1930 et Su Lin, le premier panda géant ramené aux États-Unis, a été nommé en son honneur.

## Biographie
Elle est née à New York de Ming Tai Chen, riche propriétaire du célèbre China Doll Night Club et fut diplômée du Wesleyan College de Macon, en Géorgie.
En 1934, elle arrive dans le sud-ouest de la Chine, en compagnie de son mari Jack Young épousé il y a peu, ainsi que son jeune frère Quentin Young afin de collecter des spécimens d'animaux et cataloguer des plantes pour le Musée américain d'histoire naturelle lors d'une expédition financée par Theodore Roosevelt, Jr. et Kermit Roosevelt, fils de l'ancien président américain Theodore Roosevelt.
Explorant certaines parties de la Chine, du Tibet et de l'Inde, Su-Lin travailla ensuite comme reporter à Shanghai pour le North China Daily News en anglais et le China Journal d'Arthur Sowerby. À Shanghai, Su-Lin a rencontré l'exploratrice Ruth Harkness, une autre Américaine, qui avait capturé le premier panda géant à être envoyé aux États-Unis.
Harkness a nommé le panda Su Lin en son honneur, nom également donné à un autre panda né en 2005 au zoo de San Diego.
Après avoir déménagé plusieurs fois en Chine en raison de la Seconde Guerre sino-japonaise ( Seconde Guerre mondiale), Su-Lin a quitté la Chine après la prise de pouvoir du Parti communiste chinois en 1949. Elle a passé du temps comme disc-jockey radio à Taïwan pour le réseau des forces armées des États-Unis, Radio Taiwan (maintenant ICRT), rattaché au Groupe consultatif d'assistance militaire (MAAG) Taiwan.
Su-Lin retourna aux États-Unis dans les années 1950, vivant en Virginie, en Californie et en Caroline du Nord. Elle est décédée à 96 ans à Hercules, en Californie.